# Havraň

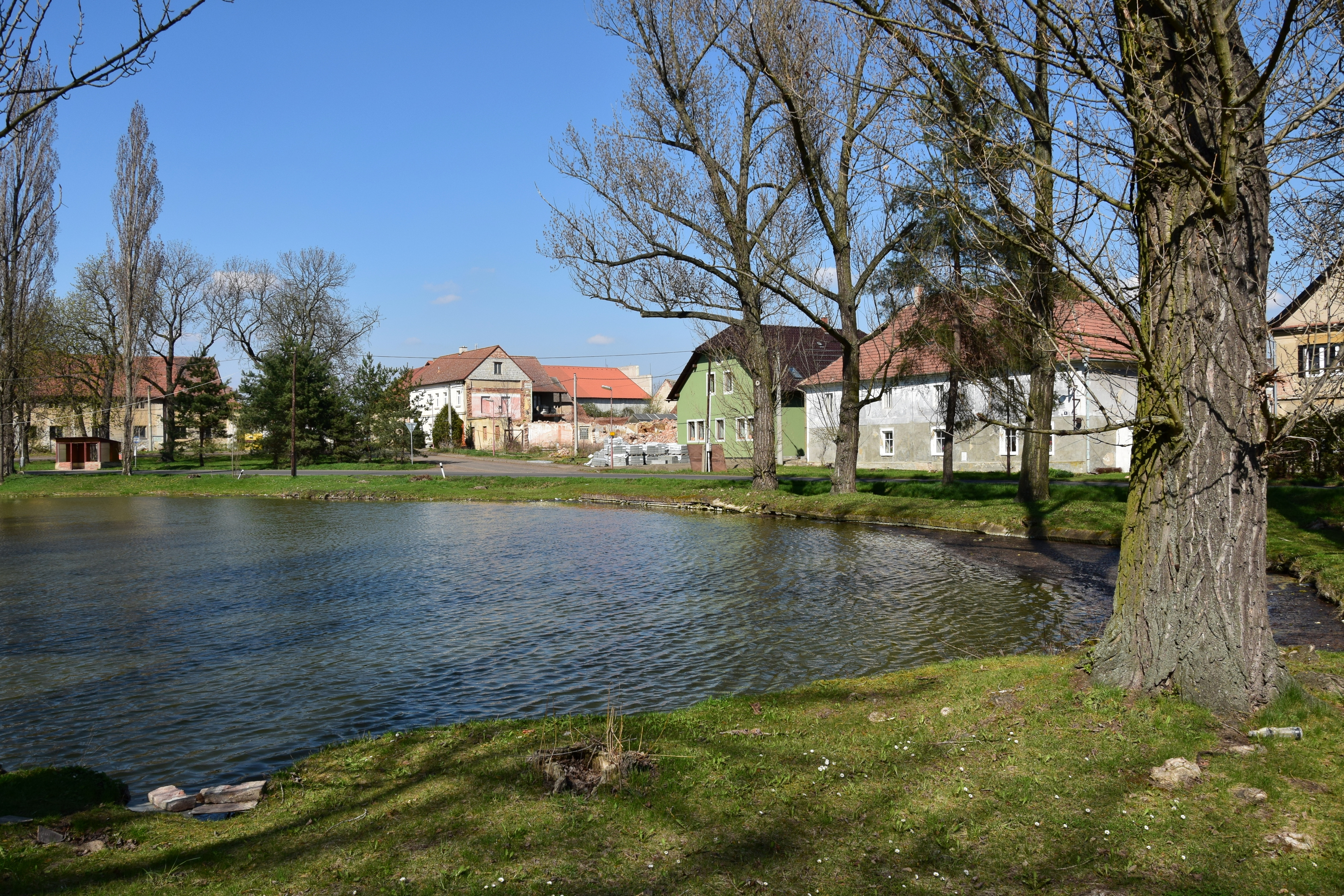

Havraň, Duits: Hawran, is een gemeente in Tsjechië 72,5 km ten noordwesten van Praag. Er liggen drie dorpen in de gemeente: Havraň, Moravěves en Saběnice. Er staat in Havraň een kerk uit 1379. De gemeente telde 619 inwoners in 2024.
Bečov ·
Bělušice ·
Braňany ·
Brandov ·
Český Jiřetín ·
Havraň ·
Hora Svaté Kateřiny ·
Horní Jiřetín ·
Klíny ·
Korozluky ·
Lišnice ·
Litvínov ·
Lom ·
Louka u Litvínova ·
Lužice ·
Malé Březno ·
Mariánské Radčice ·
Meziboří ·
Most ·
Nová Ves v Horách ·
Obrnice ·
Patokryje ·
Polerady ·
Skršín ·
Volevčice ·
Želenice